# Твердохліб Андрій Миколайович
Андрі́й Микола́йович Твердохлі́б (15 листопада 1989, Кам'янець-Подільський — 21 грудня 2022, Бахмутський напрямок) — український військовик, солдат Збройних Сил України, розвідник 14-ї ОМБр імені князя Романа Великого, учасник російсько-української війни.

## Життєпис
Народився 1989 році в місті Кам'янець-Подільський Хмельницької області. З 2014 року служив розвідником 14-ї окремої механізованої бригади імені князя Романа Великого. Був учасником АТО. Останній час повоював на Донбасі.
Загинув 21 грудня 2022 року на Бахмутському напрямку внаслідок осколкового ураження в серце. Дізнавшись про смерть чоловіка, наступного дня 23 грудня померла його дружина Марина.
Поховали пару на кладовищі, щоб вони були разом похованими не на Алеї Слави.
Сиротами залишилися двоє доньок 8 і 4 років, мати, сестра та батько, який також був на передовій.

## Нагороди
- Орден «За мужність» ІІІ ступеня (30 червня 2023, посмертно) — за особисту мужність і самовідданість, виявлені у захисті державного суверенітету та територіальної цілісності України, вірність військовій присязі [3]